# Phenakospermum guyannense
Phenakospermum guyannense är en enhjärtbladig växtart som först beskrevs av Achille Richard, och fick sitt nu gällande namn av Stephan Ladislaus Endlicher och Friedrich Anton Wilhelm Miquel. Phenakospermum guyannense ingår i släktet Phenakospermum och familjen Strelitziaceae. Inga underarter finns listade.

## Bildgalleri

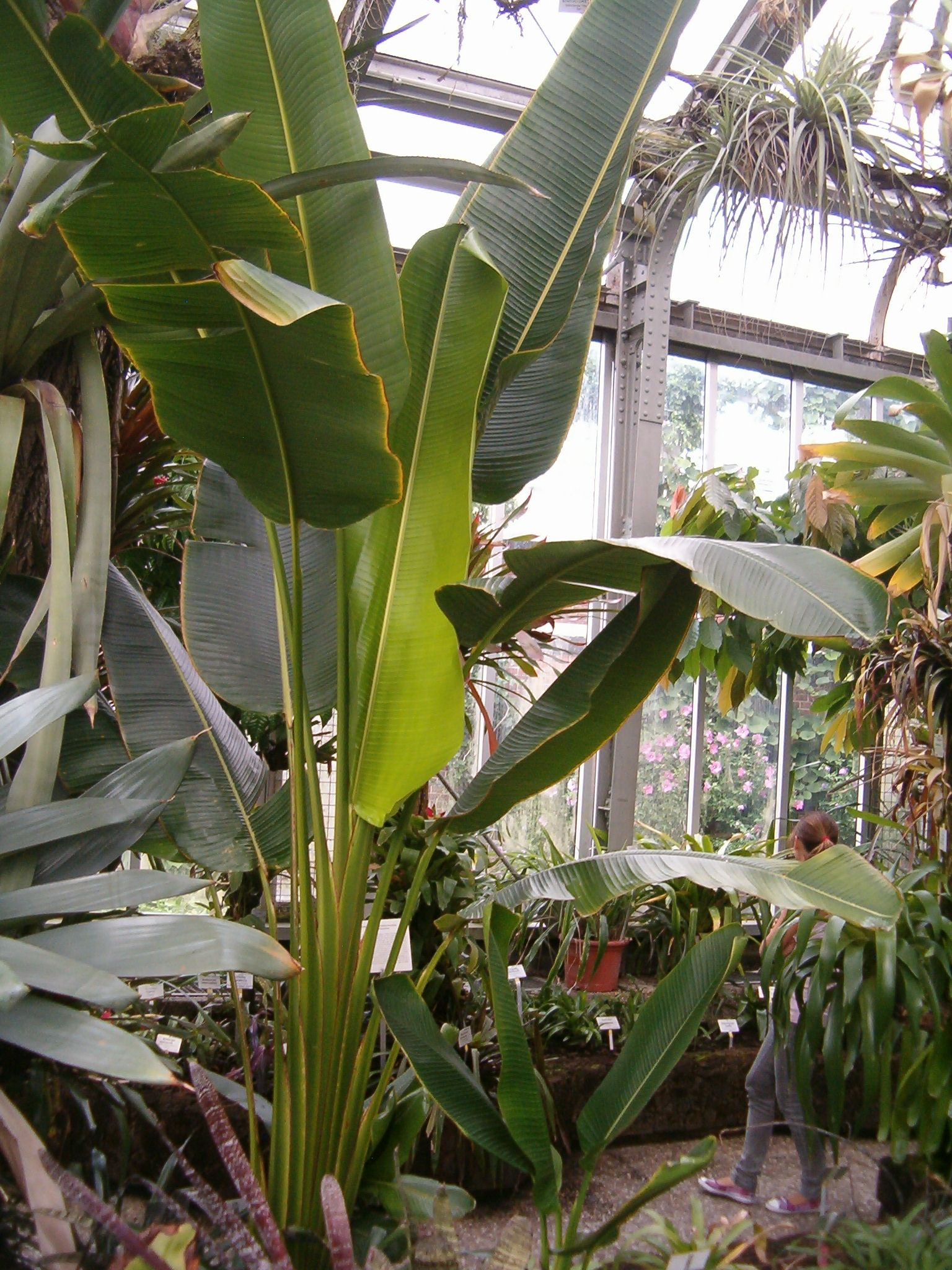
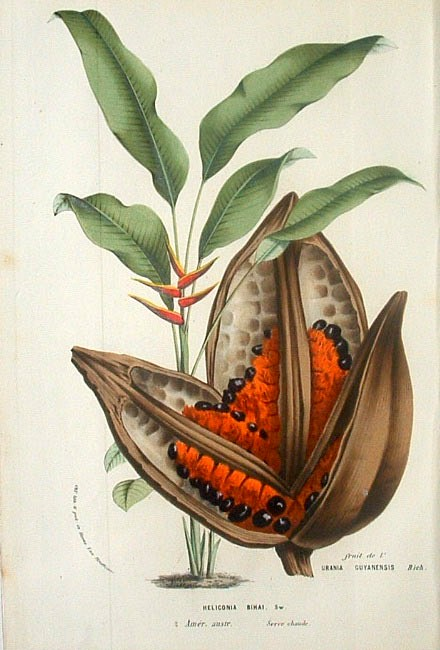
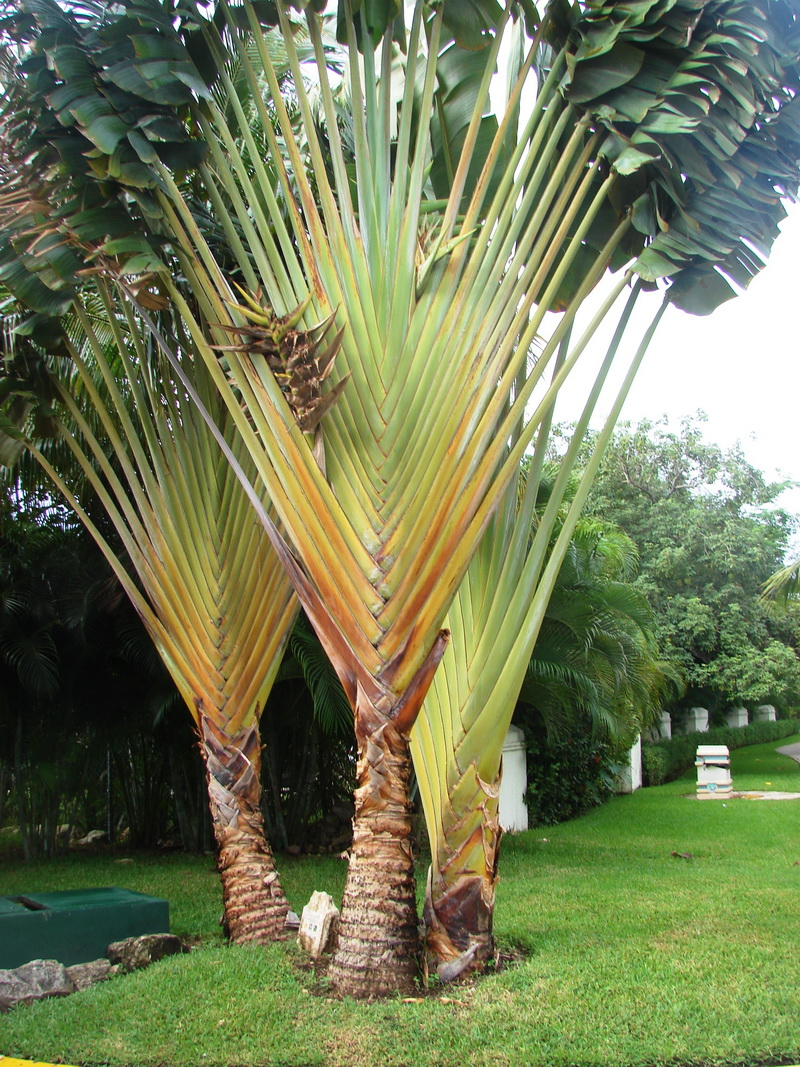
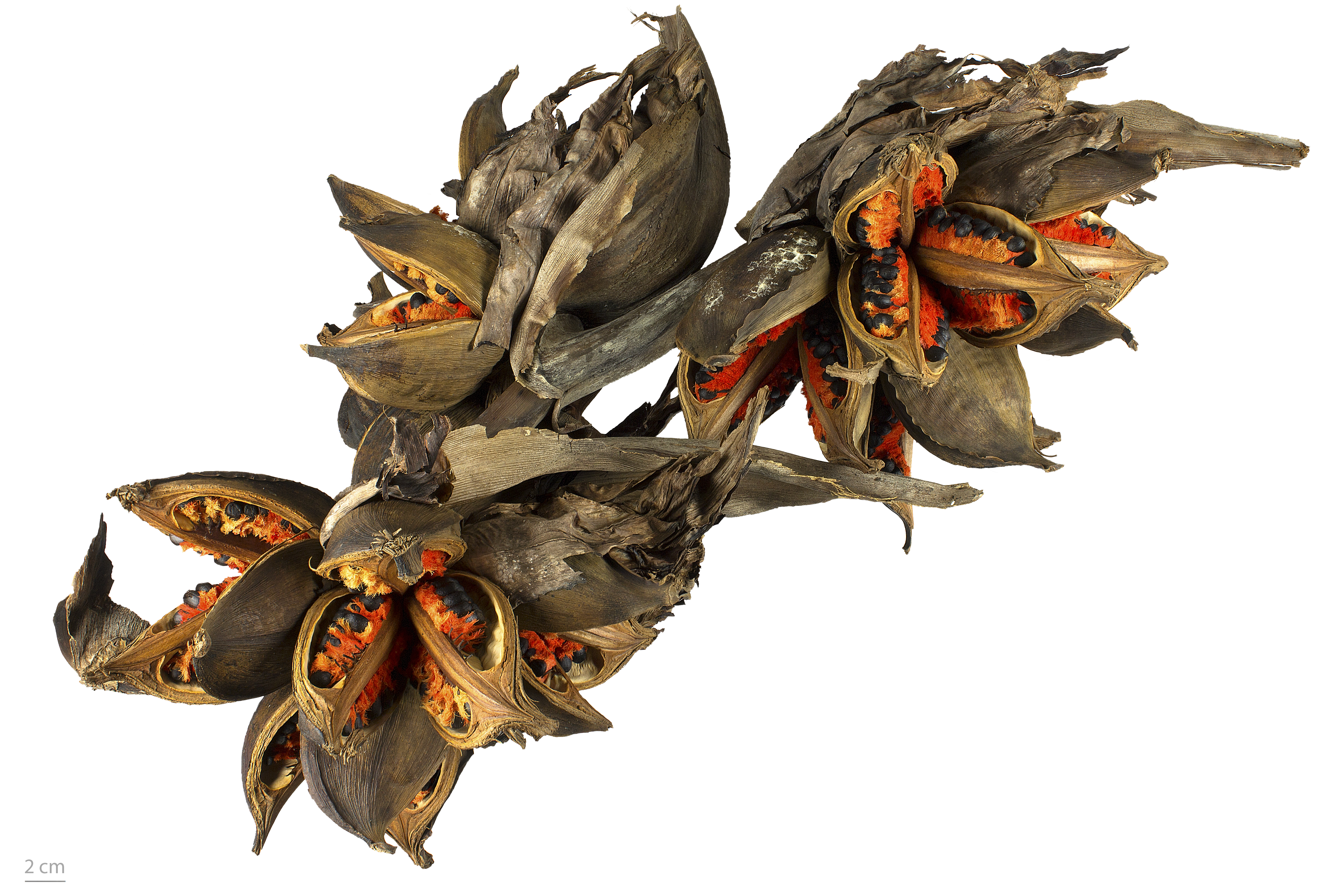
Phenakospermum guyannense - Museum specimen